# 6015 Paularego
6015 Paularego (tên chỉ định: 1991 PR10) là một tiểu hành tinh vành đai chính. Nó được phát hiện bởi Henry E. Holt ở Đài thiên văn Palomar ở Quận San Diego, California, ngày 7 tháng 8 năm 1991. Nó được đặt theo tên Paula Rego, a Portuguese painter.